# Regine per un giorno
Regine per un giorno (Reines d'un jour) è un film del 2001 diretto da Marion Vernoux.

## Riconoscimenti
- 2002 - Premio César
  - Candidatura per la migliore promessa femminile a Hélène Fillières